# Пливање на Летњим олимпијским играма 2020 — 200 м леђно за мушкарце
Пливачке трке у дисциплини 200 метара леђним стилом за мушкарце на Летњим олимпијским играма 2020. одржане су 28. јула (квалификације), 29. јула (полуфинала) и 30. јула (финале) 2021. у Олимпијском базену у Токију. Било је то 16. такмичење у овој дисциплини у историји Олимпијских игара од премијерне трке у Паризу 1900. године. 
Учестовало је 29 такмичара из 23 земље, а само такмичење се одвијало у три дела који су чиниле квалификације, полуфинала и финале.
Титулу олимпијског победника у овој дисциплини освојио је руски репрезентативац Јевгениј Рилов који је у финалу испливао време новог олимпијског рекорда од 1:53,27 минута. Била је то тек друга златна медаља за Русију у овој дисциплини још од злата Игора Пољанског на ЛОИ 1988. у Сеулу. Сребрну медаљу је освојио амерички пливач Рајан Марфи, бранилац злата из Рија 2016, док је бронза припала Британцу Луку Гринбенку.

## Освајачи медаља
|                      | Резултат |                   | Резултат |                    | Резултат |
|                      |          |                   |          |                    |          |
| Јевгениј Рилов (RUS) | 1:53,27  | Рајан Марфи (USA) | 1:54,15  | Лук Гринбенк (GBR) | 1:54,72  |

## Рекорди
Уочи почетка трка у овој дисциплини важили су следећи светски и олимпијски рекорди:
| Светски рекорд СР    | Арон Пирсол  | 1:51,92 | Рим (Италија)     | 31. јул 2009.   |
| Олимпијски рекорд ОР | Тајлер Клери | 1:53,41 | Лондон (Енглеска) | 2. август 2012. |

Током финалне трке постављен је нови рекорд Олимпијских игара:
| Датум   | Етапа  | Пливач         | Резултат | Тип рекорда |
| ------- | ------ | -------------- | -------- | ----------- |
| 30. јул | финале | Јевгениј Рилов | 1:53,27  | ОР          |

## Квалификационе норме
Квалификациона олимпијска норма за учешће у овој дисциплини је била 1:57,50 минута и сви пливачи који су у квалификационом периоду испливали трку у овом времену су се директно квалификовали. Свака појединачна земља је могла да пријави максимално два такмичара са испуњеном квалификационом нормом. Олимпијска Б норма или олимпијско селекционо време је износило 2:01,03 минута и преко њега је могао да се квалификује само по један пливач по држави.

## Резултати квалификација
Квалификационе трке на 200 метара леђним стилом су одржане у вечерњем делу програма 28. јула 2021. са почетком од 19:21 часова по локалном времену. У квалификацијама је наступило 29 пливача из 23 земље. Пливало се у 4 квалификационе групе, а директан пласман у полуфинале остварило је 16 пливача са најбољим временима квалификација.
| Плас. | Трка | Стаза | Пливач             | НОК                       | Време   | Нап.    |
| ----- | ---- | ----- | ------------------ | ------------------------- | ------- | ------- |
| 1.    | 2    | 4     | Лук Гринбенк       | Уједињено Краљевство      | 1:54,63 | КВ      |
| 2.    | 4    | 4     | Јевгениј Рилов     | Русија*                   | 1:56,02 | КВ      |
| 3.    | 4    | 5     | Брајс Мефорд       | Сједињене Америчке Државе | 1:56,37 | КВ      |
| 4.    | 2    | 1     | Ли Џухо            | Јужна Кореја              | 1:56,77 | КВ НР   |
| 5.    | 1    | 4     | Григориј Тарасевич | Русија*                   | 1:56,82 | КВ      |
| 6.    | 2    | 6     | Радослав Кавенцки  | Пољска                    | 1:56,83 | КВ      |
| 7.    | 3    | 4     | Рајан Марфи        | Сједињене Америчке Државе | 1:56,92 | КВ      |
| 8.    | 2    | 5     | Рјосуке Ирије      | Јапан                     | 1:56,97 | КВ      |
| 9.    | 4    | 3     | Кеита Сунама       | Јапан                     | 1:57,07 | КВ      |
| 10.   | 4    | 2     | Тристан Холард     | Аустралија                | 1:57,24 | КВ      |
| 11.   | 3    | 6     | Роман Митјуков     | Швајцарска                | 1:57,45 | КВ      |
| 12.   | 4    | 6     | Броди Вилијамс     | Уједињено Краљевство      | 1:57,48 | КВ      |
| 13.   | 4    | 8     | Николас Гарсија    | Шпанија                   | 1:57,62 | КВ      |
| 14.   | 2    | 3     | Адам Телегди       | Мађарска                  | 1:57,70 | КВ      |
| 15.   | 3    | 5     | Сју Ђају           | Кина                      | 1:57,76 | КВ, ОДУ |
| 16.   | 2    | 7     | Маркус Тормајер    | Канада                    | 1:57,85 | КВ      |
| 17.   | 3    | 3     | Јоан Ндоај Бруар   | Француска                 | 1:57,96 | КВ      |
| 18.   | 4    | 7     | Јан Чејка          | Чешка                     | 1:58,02 |         |
| 19.   | 4    | 1     | Кристијан Динер    | Немачка                   | 1:58,27 |         |
| 20.   | 3    | 2     | Матео Рестиво      | Италија                   | 1:58,36 |         |
| 21.   | 1    | 5     | Мартин Бајндел     | Јужноафричка Република    | 1:58,47 |         |
| 22.   | 3    | 1     | Франсиско Сантос   | Португалија               | 1:58,58 |         |
| 23.   | 2    | 8     | Берке Сака         | Турска                    | 1:58,66 |         |
| 24.   | 2    | 2     | Калојан Лефтеров   | Бугарска                  | 1:58,96 |         |
| 25.   | 3    | 7     | Меван Томак        | Француска                 | 1:59,02 |         |
| 26.   | 1    | 6     | Роберт Глинца      | Румунија                  | 1:59,18 |         |
| 27.   | 3    | 8     | Јакуб Скјерка      | Пољска                    | 1:59,30 |         |
| 28.   | 1    | 3     | Јаков Тумаркин     | Израел                    | 1:59,65 |         |
| 29.   | 1    | 2     | Мердан Атајев      | Туркмeнистан              | 2:03,68 |         |

## Резултати полуфинала
Полуиналне трке су пливане 29. јула у јутарњем делу програма са почетком од 11:04 часова по локалном времену, а пласман у финале остварило је осам пливаче са најбољим резултатима.
| Плас. | Трка | Стаза | Пливач             | НОК                       | Време   | Нап. |
| ----- | ---- | ----- | ------------------ | ------------------------- | ------- | ---- |
| 1.    | 1    | 4     | Јевгениј Рилов     | Русија*                   | 1:54,45 | КВ   |
| 2.    | 2    | 4     | Лук Гринбенк       | Уједињено Краљевство      | 1:54,98 | КВ   |
| 3.    | 2    | 6     | Рајан Марфи        | Сједињене Америчке Државе | 1:55,38 | КВ   |
| 4.    | 1    | 1     | Адам Телегди       | Мађарска                  | 1:56,19 | КВ   |
| 5.    | 2    | 1     | Николас Гарсија    | Шпанија                   | 1:56,35 | КВ   |
| 6.    | 2    | 5     | Брајс Мефорд       | Сједињене Америчке Државе | 1:56,37 | КВ   |
| 7.    | 1    | 3     | Радослав Кавенцки  | Пољска                    | 1:56,68 | КВ   |
| 8.    | 1    | 6     | Рјосуке Ирије      | Јапан                     | 1:56,69 | КВ   |
| 9.    | 1    | 8     | Јоан Ндоај Бруар   | Француска                 | 1:56,83 |      |
| 10.   | 1    | 2     | Тристан Холард     | Аустралија                | 1:56,92 |      |
| 11.   | 1    | 5     | Ли Џухо            | Јужна Кореја              | 1:56,93 |      |
| 12.   | 2    | 3     | Григориј Тарасевич | Русија*                   | 1:57,06 |      |
| 13.   | 2    | 7     | Роман Митјуков     | Швајцарска                | 1:57,07 |      |
| 14.   | 2    | 2     | Кеита Сунама       | Јапан                     | 1:57,16 |      |
| 15.   | 1    | 7     | Броди Вилијамс     | Уједињено Краљевство      | 1:57,73 |      |
| 16.   | 2    | 8     | Маркус Тормајер    | Канада                    | 1:59,36 |      |

## Резултати финала
Финална трка је пливане у 30. јула, у јутарњем делу програма са почетком од 10:50 часова по локалном времену.
| Плас. | Стаза | Пливач            | НОК                       | Време   | Нап. |
| ----- | ----- | ----------------- | ------------------------- | ------- | ---- |
|       | 4     | Јевгениј Рилов    | Русија*                   | 1:53,27 | ОР   |
|       | 3     | Рајан Марфи       | Сједињене Америчке Државе | 1:54,15 |      |
|       | 5     | Лук Гринбенк      | Уједињено Краљевство      | 1:54,72 |      |
| 4.    | 7     | Брајс Мефорд      | Сједињене Америчке Државе | 1:55,49 |      |
| 5.    | 6     | Адам Телегди      | Мађарска                  | 1:56,15 |      |
| 6.    | 1     | Радослав Кавенцки | Пољска                    | 1:56,39 |      |
| 7.    | 8     | Рјосуке Ирије     | Јапан                     | 1:57,32 |      |
| 8.    | 2     | Николас Гарсија   | Шпанија                   | 1:59,06 |      |